# Alex Bruce (football, 1952)
Ne doit pas être confondu avec Alex Bruce (footballeur nord-irlandais).
Alexander Robert Bruce, plus connu sous le nom d'Alex Bruce (né le 23 décembre 1952 à Dundee en Écosse), est un joueur de football écossais qui évoluait au poste d'attaquant.

## Biographie
Alex Bruce joue en faveur des clubs de Preston North End, Newcastle United, et Wigan Athletic.
Avec Newcastle, il dispute 20 matchs en première division anglaise, inscrivant trois buts.

## Palmarès
| Preston North End - Championnat d'Angleterre D3 : - Meilleur buteur : 1977-78 (27 buts). |  | Wigan Athletic - Football League Trophy (1) : - Vainqueur : 1984-85. |